# 昌清尼
昌清尼（しょうせい に、? - 寛永20年7月18日（1643年9月1日））は、安土桃山時代から江戸時代の女性。実名は清（きよ）。

## 来歴
土井利勝の養父・土井利昌（正利）の娘で、元政（甚三郎）の姉妹。朝倉宣正の正室となり、牧野儀成室、朝倉宣親、朝倉正世、朝倉宣季、屋代忠興、朝倉正高、伊東祐豊室、加藤明利室を生む。
後に駿河大納言・徳川忠長の乳母となる。夫・宣正は忠長の御附家老となった。しかし忠長が蟄居となると宣正は酒井忠行にお預けとなり、寛永9年（1632年）忠長が改易されると宣正も連座して改易された。
清は忠長自害後、忠長の正室織田昌子（松孝院）と共に出家、昌子の一字を賜り昌清尼を名乗る。浄土宗・昌清寺を建立した。戒名は「昌清院殿心誉妙安大姉」。